# Thetidia unilinea
Thetidia unilinea är en fjärilsart som beskrevs av Burrows 1900. Thetidia unilinea ingår i släktet Thetidia och familjen mätare. Inga underarter finns listade i Catalogue of Life.